# 동산면
동산면(東山面)은 대한민국 강원특별자치도 춘천시의 면이다. 넓이는 80.78km2이고, 인구는 2011년 12월 기준 1,554명이다.

## 개요
동산면은 경춘고속도로와 중앙고속도로가 관통하는 춘천의 동쪽관문으로서 도시에 인접한 지역이다. 동산면은 춘천 최대의 한우 사육두수를 자랑하고 있으며 지속적인 지원으로 고부가가치의 축산업으로 발전하고 있다. 또한 저농약 인증을 받은 안전한 복숭아를 지역 유통업체에 공급하여 경쟁력을 강화하고 있다.

## 교육
- 조양초등학교 (조양리)
- 동산초등학교 (폐교) - 동산면 새술막길 630 (원창리 / 現 전인고등학교)

## 연혁
- 1973년 7월 1일 : 풍천리가 홍천군 화촌면으로, 북방리가 홍천군 북방면으로 편입됨[2]

## 행정 구역
| 법정리 | 한자명 | 행정리                                      | 비고 |
| ------ | ------ | ------------------------------------------- | ---- |
| 조양리 | 朝陽里 | 조양1리, 조양2리, 조양3리, 조양4리          |      |
| 봉명리 | 鳳鳴里 | 봉명1리, 봉명2리                            |      |
| 원창리 | 原昌里 | 원창1리, 원창2리, 원창3리, 원창4리, 원창5리 |      |
| 군자리 | 君子里 | 군자1리, 군자2리, 군자3리                   |      |

| 행정 지도 |
| --------- |
|           |